# Закон історичного розвитку біологічних систем
Зако́н істори́чного ро́звитку біологі́чних систе́м — це закон, згідно з яким розвиток біологічних систем є результат збільшення ефекту зовнішньої роботи біосистеми (впливу організму на середовище) у відповідь на отриману із зовнішнього середовища одиницю енергії. Відкрито Е. Бауером (1935). Цей закон відомий також як принцип максимуму ефекту зовнішньої роботи.